# Flacopimpla varelae
Flacopimpla varelae är en stekelart som beskrevs av Ian D. Gauld 1991. Flacopimpla varelae ingår i släktet Flacopimpla och familjen brokparasitsteklar. Inga underarter finns listade i Catalogue of Life.